# Jan Warda
Jan Warda pseudonim „Koniak” (ur. 9 marca 1931, zm. 7 lutego 2016) – polski działacz podziemia niepodległościowego w czasie II wojny światowej, członek Szarych Szeregów, pułkownik WP w stanie spoczynku, doktor nauk medycznych oraz działacz kombatancki.

## Życiorys
W czasie okupacji niemieckiej był działaczem Szarych Szeregów na terenie Łowicza. Po wojnie był między innymi dyrektorem Specjalistycznego Zespołu Opieki Zdrowotnej Gruźlicy i Chorób Płuc w Łodzi oraz członkiem Zarządu Oddziału Stowarzyszenia Szarych Szeregów w Łowiczu. Zmarł 7 lutego 2016 roku. Pochowany na Starym Cmentarzu w Łodzi.

## Wybrane odznaczenia
- Krzyż Kawalerski Orderu Odrodzenia Polski[3],
- Złoty Krzyż Zasługi[3],
- Krzyż Armii Krajowej[3],
- Srebrny Krzyż „Za Zasługi dla ZHP”[3]